# Błażej Jan Krasiński
Błażej Jan Krasiński herbu Ślepowron (zm. w 1752 roku) – starosta opinogórski, przasnyski i nowomiejski od 1724 roku.
Syn Stanisława Bonifacego, żonaty z Marią z Czarnkowskich, z którą miał córkę Konstancję Anielę.
Był członkiem konfederacji generalnej zawiązanej 27 kwietnia 1733 roku na sejmie konwokacyjnym.